# Martin Kiliani

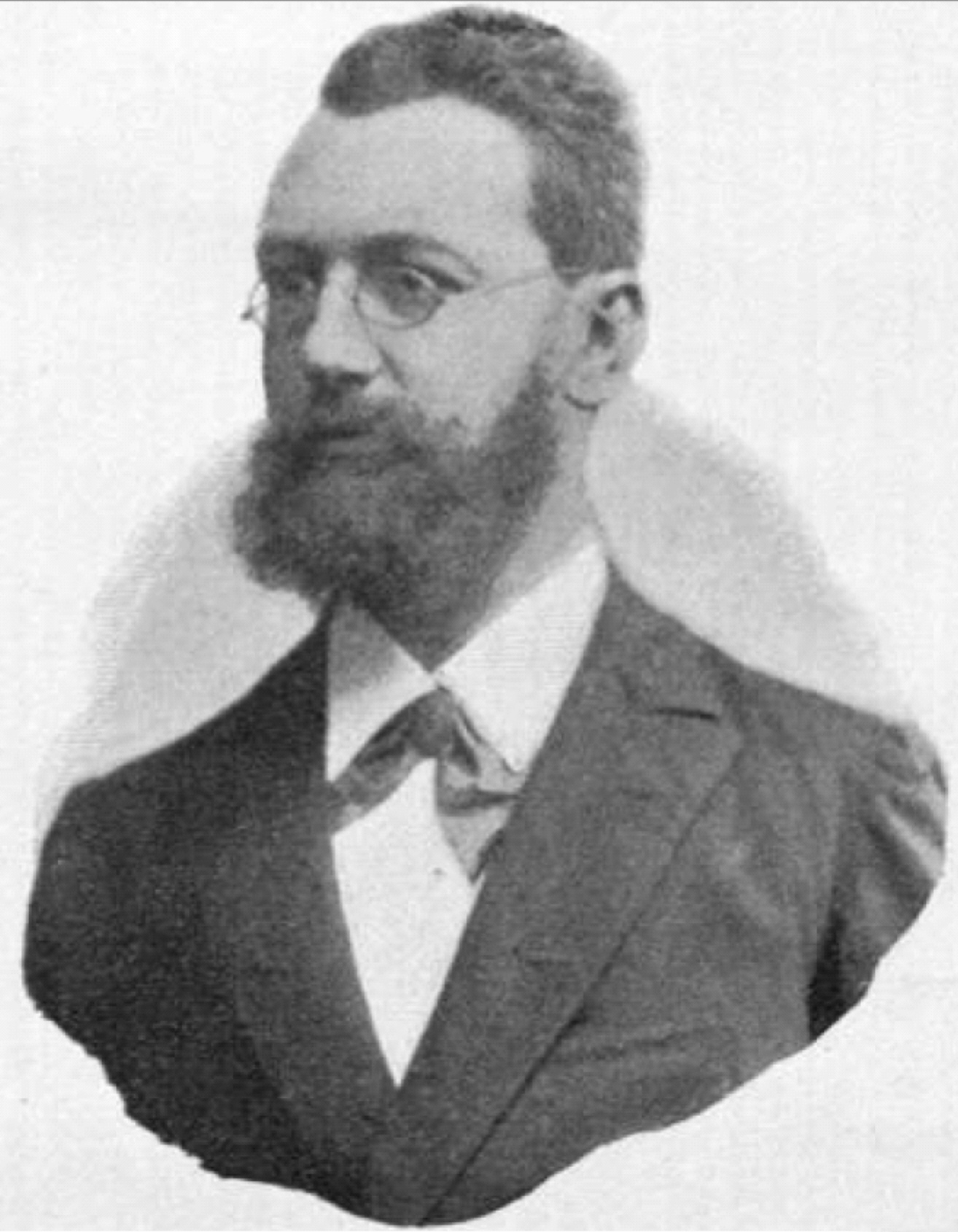
Martin Kiliani

Martin Kiliani (* 22. April 1858 in Würzburg; † 21. Januar 1895 in München) war ein Direktor der Aluminium-Industrie-Aktiengesellschaft (AIAG), der späteren Alusuisse.
Kiliani war der Sohn eines Polizeikommissars und besuchte das humanistische Gymnasium in Bamberg und Regensburg. Ab 1875 studierte er Chemie an der Universität München und absolvierte die Lehramtsprüfung in den Naturwissenschaften. Danach war er Assistent von Carl Stölzel an der technischen Hochschule in München, der ihm die Bearbeitung einer Neuauflage seines Lehrbuchs der Metallurgie anvertraute.  Dazu vertiefte er sich in die Elektrochemie und ihre Anwendung in der Erzverarbeitung und Metallgewinnung und veröffentlichte 1883 bis 1885 in der Berg- und Hüttenmännischen Zeitung.  Das begründete seinen Ruf und verschaffte ihm die Anstellung als Chemiker bei der Deutschen Edison-Gesellschaft (der späteren AEG) in Berlin (1885), wo er Glühfäden- und Glühlampen verbesserte und sich mit der elektrolytischen Aluminiumproduktion zu befassen begann. Darin war er so erfolgreich, dass die AEG eine Großproduktion aufnehmen wollte und sich dazu mit der Schweizerischen Metallurgischen Gesellschaft zur Aluminium-Industrie-Aktiengesellschaft in Neuhausen zusammentat (1888, Vorläufer der Alusuisse), die die Rheinfälle bei Schaffhausen zur Elektrizitätsgewinnung nutzte. Kiliani wurde ihr Direktor. Von Schweizer Seite flossen die Patente von  Paul Héroult ein (Héroultsche Verfahren), das Kiliani mit eigenen Ideen verbesserte. Sie entwickelten zusammen den Lichtbogenofen. Die Aluminiumproduktion wurde dadurch stark verbilligt.
Erfindungen von Kiliani spielten auch bei der Gründung der Elektrochemischen Werke Bitterfeld eine Rolle (Chlor-Alkali-Elektrolyse).
Sein älterer Bruder Heinrich war ebenfalls Chemiker.